# Markovo Polje
Markovo Polje (1900-ig Novo Selo) település Horvátországban, Zágráb főváros Szeszvete városnegyedében. Közigazgatásilag a fővároshoz tartozik.

## Fekvése
Zágráb városközpontjától légvonalban 12, közúton 16 km-re északkeletre, a Medvednica-hegység keleti részének déli lejtői alatt, a Srednjak- és a Vugra-patakok összefolyásánál, a Máriabesztercére menő régi út mentén fekszik.

## Története
A település Novo Selo, azaz újfalu néven csak a 19. század második felében keletkezett a Vugra-patak mentén hosszan elnyúló Markovo mező területén. 1890-ben 25, 1910-ben 36 lakosa volt. Zágráb vármegye Zágrábi járásához tartozott. 1941 és 1945 között a Független Horvát Állam része volt, majd a szocialista Jugoszlávia fennhatósága alá került. 1991-től a független Horvátország része. 1991-ben lakosságának 94%-a horvát nemzetiségű volt. A településnek 2011-ben 425 lakosa volt.

## Népessége
| Lakosság változása | Lakosság változása | Lakosság változása | Lakosság változása | Lakosság változása | Lakosság változása | Lakosság változása | Lakosság változása | Lakosság változása | Lakosság változása | Lakosság változása | Lakosság változása | Lakosság változása | Lakosság változása | Lakosság változása | Lakosság változása |
| ------------------ | ------------------ | ------------------ | ------------------ | ------------------ | ------------------ | ------------------ | ------------------ | ------------------ | ------------------ | ------------------ | ------------------ | ------------------ | ------------------ | ------------------ | ------------------ |
| 1857               | 1869               | 1880               | 1890               | 1900               | 1910               | 1921               | 1931               | 1948               | 1953               | 1961               | 1971               | 1981               | 1991               | 2001               | 2011               |
| 0                  | 0                  | 0                  | 25                 | 38                 | 36                 | 41                 | 105                | 146                | 157                | 186                | 368                | 672                | 971                | 1.291              | 425                |

(1857 és 1880 között lakosságát Vugrovec Donjihoz számították. 1948-tól önálló településként.)